# Perzik
De perzik (Prunus persica) is een boomsoort en een vrucht. De vrucht bevat een harde houtachtige noot, net als de abrikoos, de pruim en de kers. Technisch zijn dit alle steenvruchten. De perzik is zelffertiel, en kan dus zichzelf bevruchten.

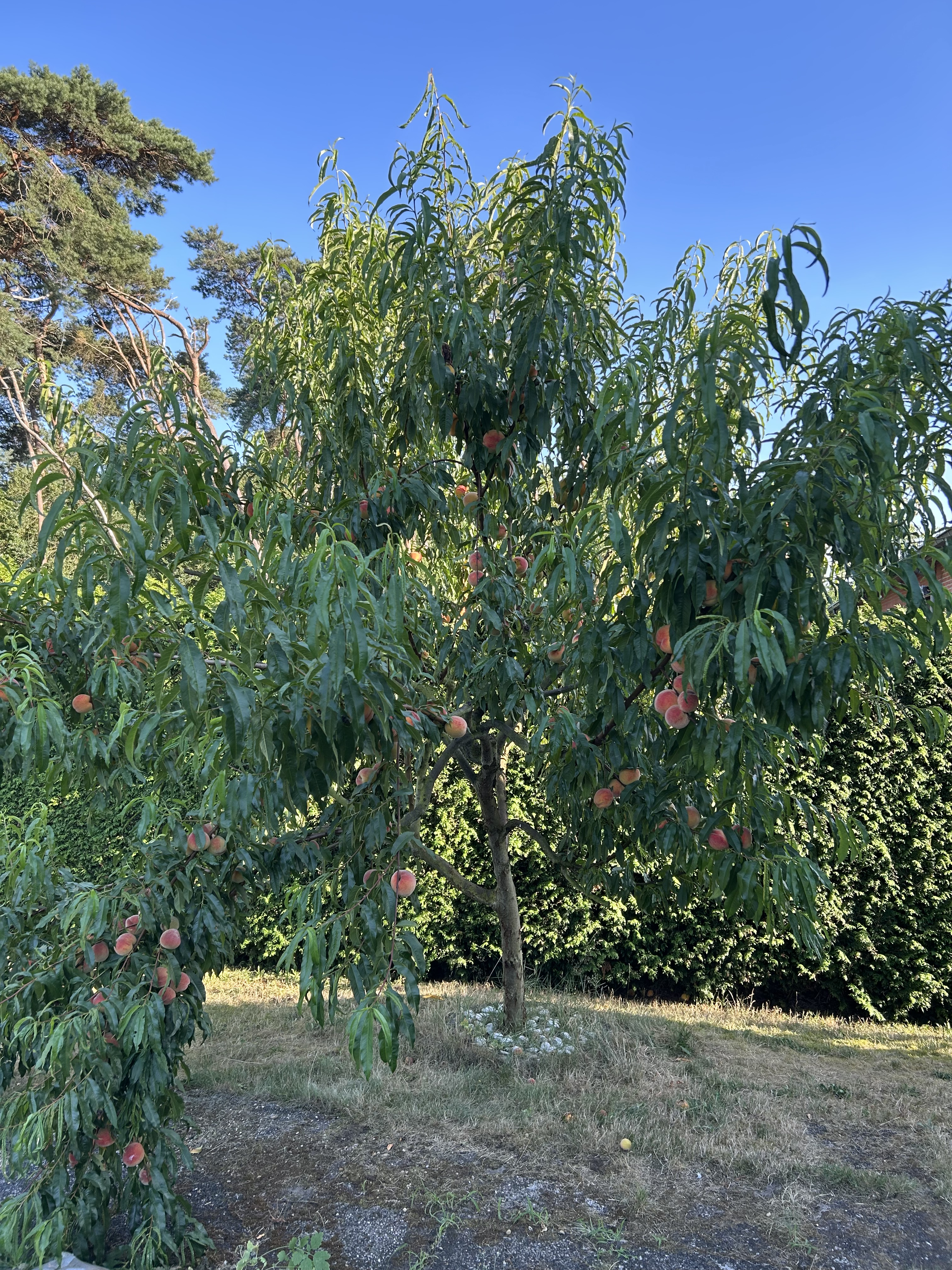
Perzikboom met fruit

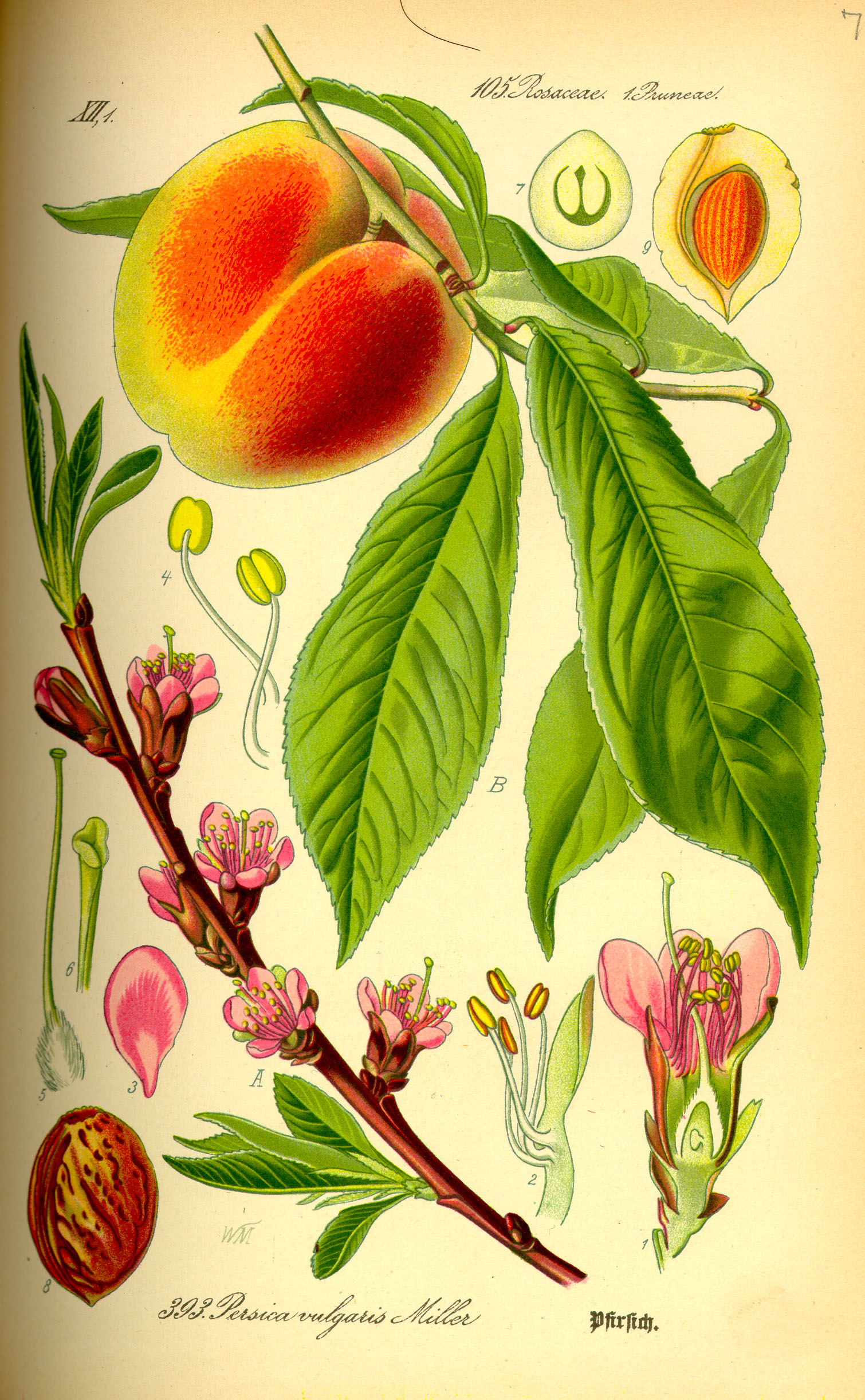
Prunus persica
(1885), Flora von Deutschland, Österreich und der Schweiz

De perzik wordt voornamelijk gekweekt in Iran (Perzië) en het Middellandse Zeegebied. Het Latijnse woord persicus (-a, -um) betekent Perzisch. Perziken komen oorspronkelijk uit het Chinees Keizerrijk, maar zijn via Perzië in Europa terechtgekomen.
De schil van de vrucht voelt een beetje pluizig aan. Een vorm zonder deze pluizige schil heet nectarine. Een nectarine is geen kruising tussen een perzik en een pruim, want behoudens de schil bestaat er geen wezenlijk verschil tussen nectarines en perziken; een nectarine is een gemuteerde variant van de perzik.
Binnen de rassen wordt wel onderscheid gemaakt naar de kleur van het vruchtvlees: wit, geel of rood. Veel witvlezige rassen staan erom bekend dat ze beter smaken dan de geelvlezige, maar een nadeel is dat ze dikwijls slechter tegen transport kunnen.

## Teelt in Nederland
In Nederland werden vroeger perziken onder glas geteeld. Deze teelt is nagenoeg verdwenen, omdat de Nederlandse kasperziken qua prijs niet konden concurreren met de perziken die in Zuid-Europa gewoon buiten groeiden.
Ook buiten een kas is teelt in Nederland wel mogelijk, zeker als de boom op een beschutte plaats staat (bijvoorbeeld tegen een zuidmuur). De voorkeur wordt gegeven aan geventileerde leemgrond. De boom kan er aldus gemakkelijk water aan onttrekken. Men moet een kalkrijke bodem vermijden. Perziken bloeien in Nederland buiten al vroeg (in april), waardoor er een serieus risico bestaat van bevriezing van de bloemen door nachtvorst. Daardoor kan de oogst van buitenperziken wisselvallig zijn. Als de bloemen niet door nachtvorst beschadigd worden, kan de vruchtzetting zeer overvloedig worden. Ruime vruchtdunning is dan noodzakelijk, zodat de overblijvende vruchten voldoende gelegenheid krijgen om volledig uit te groeien. Alleen dan zullen ze een goede kwaliteit krijgen.

## Vermeerdering
Sommige oude rassen zijn zaadvast. Dat wil zeggen dat de zaailingen van deze rassen (vrijwel) hetzelfde zijn als de moederboom. Uiteraard moet de bloesem dan wel zijn bestoven met stuifmeel van dezelfde boom. Het uitzaaien van zaadvaste rassen is alleen interessant voor particulieren die niet de mogelijkheid hebben om te enten.
Vrijwel alle moderne rassen kunnen alleen vegetatief worden vermeerderd door enten op een onderstam. De pruimenonderstam St. Julien-A wordt in Nederland hiervoor het meest gebruikt. Deze onderstam geeft aan de boom een tamelijk sterke groeikracht. Ook kunnen perzikzaailingen als onderstam worden gebruikt. De groeikracht van zaailingen kan echter onvoorspelbaar en variabel zijn. De meeste bomen op zaailing-onderstammen groeien echter sterk.
In Duitsland is de zwakker groeiende onderstam Pumi-Selekt in opkomst. Dit is een virusvrije selectie uit de soort Prunus pumila, een Noord-Amerikaanse soort die wel zandkers genoemd wordt. Bomen op deze onderstam bereiken uiteindelijk een kroonvolume van ongeveer 50% ten opzichte van bomen op onderstam St. Julien-A. Dit is interessant voor particulieren met een kleine tuin of voor intensieve commerciële beplantingen. Pumi-Selekt is ook verenigbaar met nectarines en abrikozen, maar niet met pruimen.
De oude pruimenonderstam Gele Kroos geeft eveneens een zwakke groei aan de boom. Deze onderstam werd voorheen wel gebruikt voor de teelt van perziken onder glas. Deze onderstam is echter gevoelig voor virusaantasting en geeft bovendien veel wortelopslag onder de bomen.

## Rassen

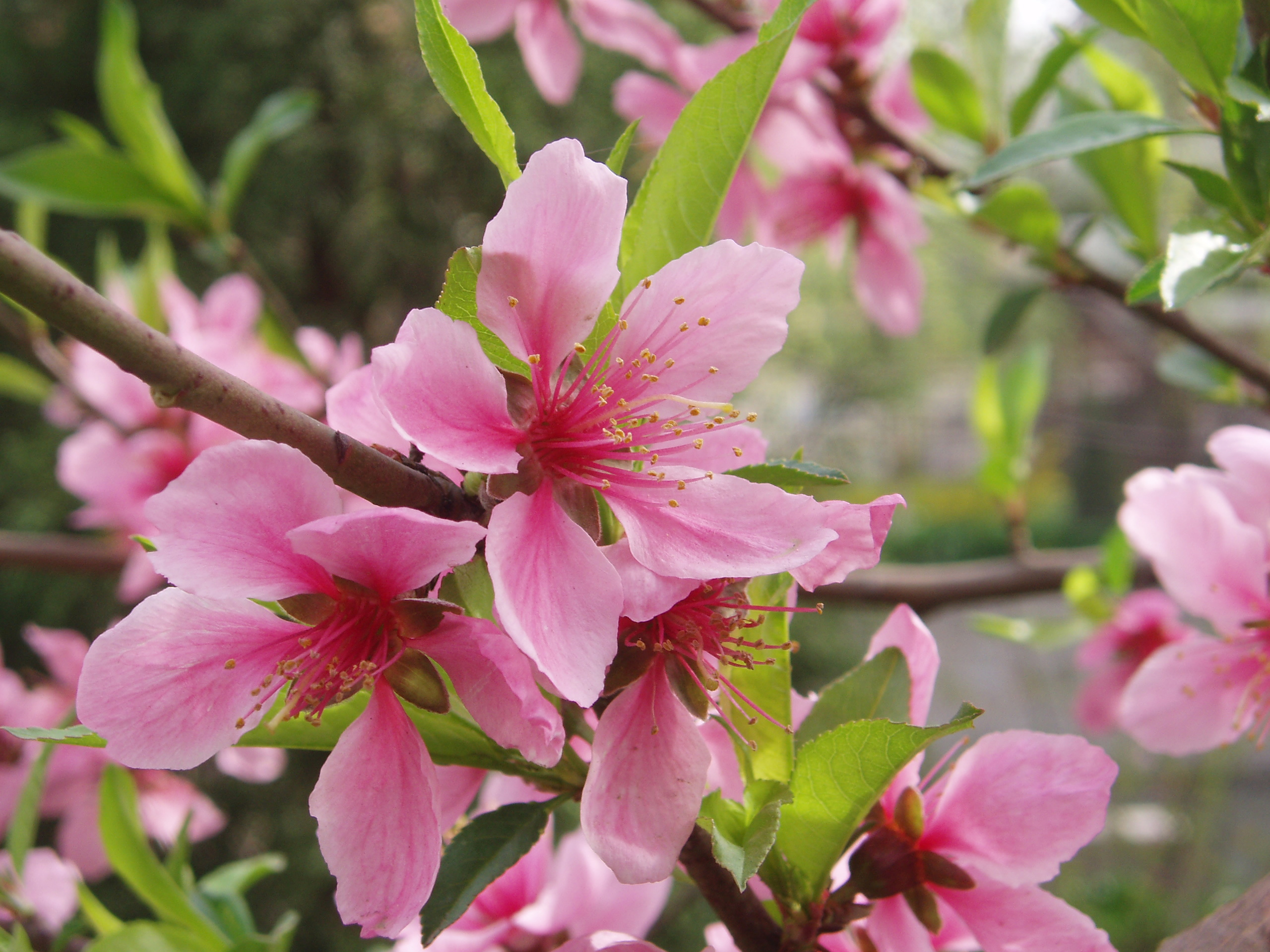
Perzikbloemen

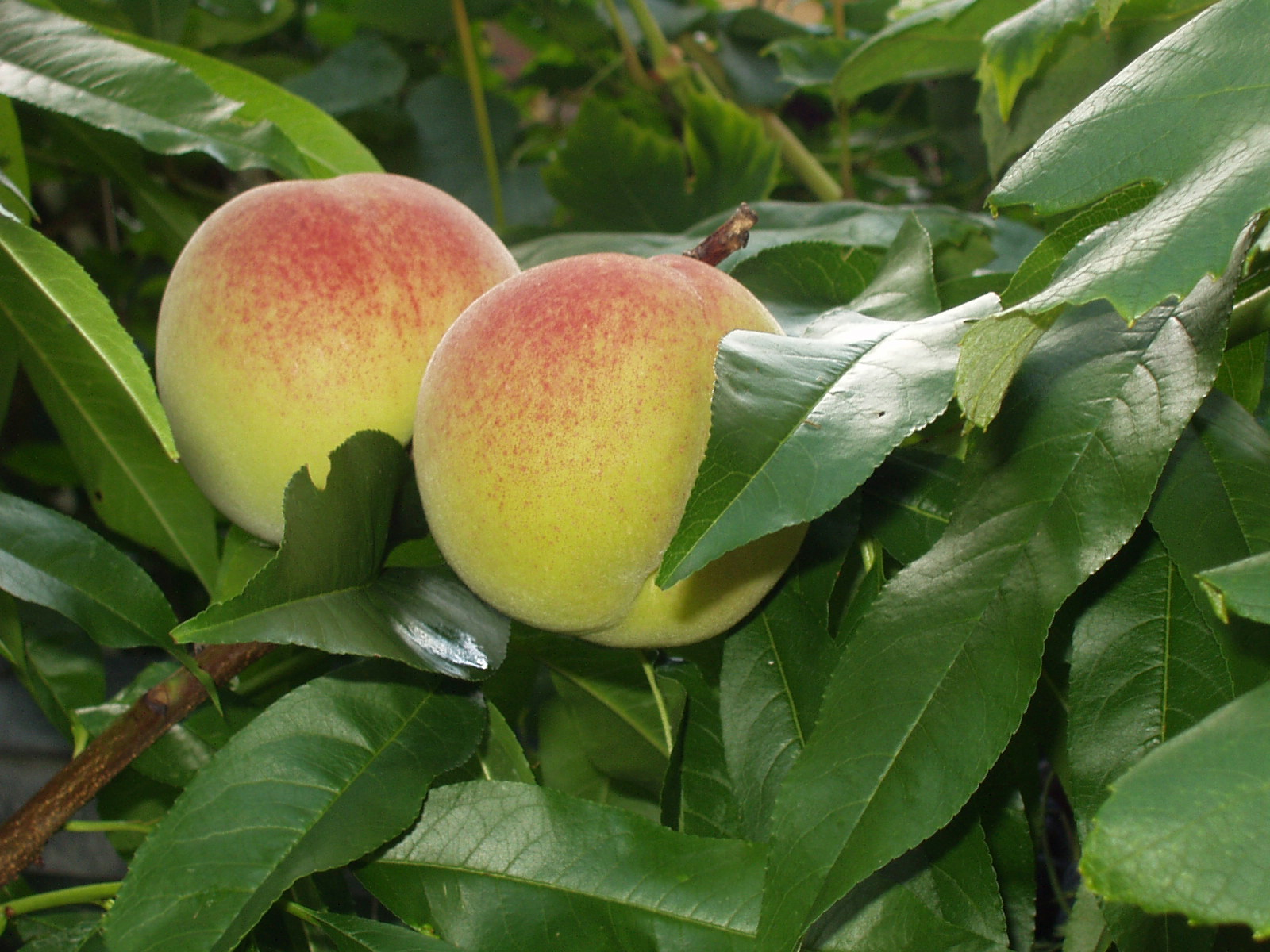
Perziken aan boom

### Perziken
Voor de buitenteelt van perziken in Nederland kunnen de volgende rassen worden gebruikt:
- Gouden Fikske (2015), afkomstig uit België (Wommelgem). Zowel de schil als het vruchtvlees zijn goudkleurig. Kruising tussen witte perzik en Grosse Mignonne.
- Amsden (ofwel Amsden June): Oud ras (1868), afkomstig uit de VS. De waarde van dit ras zit hem vooral in het vroege rijpingstijdstip, namelijk half tot eind juli buiten. De vruchten zijn niet buitengewoon groot en hebben wit vruchtvlees dat vastzit aan de pit. De smaak is matig tot redelijk. Matig sterke groeier. Ook geschikt voor teelt in de kas. Binnen de groep van oude perzikrassen heeft deze een wat mindere vatbaarheid voor de perzikkrulziekte.
- Revita: Een nieuw ras dat afkomstig is uit Baden, Duitsland. Rijpt buiten al in juli. Sterke groeikracht. Grote lichtroze bloesems met een hoge sierwaarde. Goede productiviteit. Middelgrote witvlezige vruchten met rode blos. De pit zit vast in het vruchtvlees. Dit ras wordt wel aangeprezen vanwege de geringere vatbaarheid voor de perzikkrulziekte, maar helaas is de kwaliteit van de vruchten zeer matig.
- Avalon Pride: Nieuw ras dat gevonden is in de VS. Rijpt al vrij vroeg, omstreeks eind juli. Middelgrote tot grote vruchten met een grote rode blos. Het lichtgeel gekleurde vruchtvlees is goed van smaak en kan soms iets aan de pit hechten. Van dit ras is inmiddels bewezen dat het zeer resistent is tegen de perzikkrulziekte, ook onder Nederlandse omstandigheden. Daarom is dit een waardevol ras voor particuliere tuinen.
- Charles Ingouf: Afkomstig uit Frankrijk (1896). Rijpt in de eerste helft van augustus. Fraai gekleurde witvlezige vruchten met een pit die los in het vruchtvlees ligt. Smakelijk. Kan erg vruchtbaar zijn en moet dan sterk worden gedund. Sterke groeikracht. Vatbaar voor de perzikkrulziekte.
- Peregrine: Afkomstig uit Engeland (1906). Kan vanaf de derde week van augustus geoogst worden en heeft fraai gekleurde witvlezige vruchten met een goede smaak. De pit ligt los in het vruchtvlees. De boom groeit matig sterk. Ook geschikt voor de teelt in de kas. Vatbaar voor de perzikkrulziekte.
- Redhaven: Afkomstig van de Michigan State University in de VS (1940) en wereldwijd zeer bekend geworden. Rijpt in Nederland ongeveer gelijk met Peregrine. Ronde middelgrote aantrekkelijke vruchten met lichte beharing. Tamelijk stevig geel gekleurd vruchtvlees met een goede smaak en met een rode tint rondom de los liggende pit. Zeer geschikt, zowel voor verse consumptie als voor inmaak. Kan erg vruchtbaar zijn en moet dan sterk worden gedund. Vatbaar voor de perzikkrulziekte.
- Champion: Afkomstig uit de VS (1890). Rijpt gelijk met tot iets later dan Peregrine. Zeer grote sterk behaarde vruchten met weinig blos. Door de geringe blos en de sterke beharing is het uiterlijk minder aantrekkelijk, het witte vruchtvlees smaakt echter goed. Zeer sterke groeikracht. Kan erg vruchtbaar zijn en moet dan sterk worden gedund. Ook geschikt voor de teelt in de kas. Vatbaar voor de krulziekte.
- Vaes Oogst (ofwel Half Oogst): Afkomstig uit België. Rijpt wat later dan Peregrine. Vrucht witvlezig met redelijke smaak. Sterke groeikracht. Vatbaar voor de perzikkrulziekte.
- Benedicte (ofwel Meydicte): Een nieuw ras uit Frankrijk. Omstreeks 1988 gevonden en omstreeks 1995 geïntroduceerd. Geeft kleine donkerroze bloesems met weinig sierwaarde. Rijpt in de eerste helft van september. Geeft zeer fraaie grote tot zeer grote vruchten met een mooie rode blos en relatief lichte beharing. Het wit gekleurde vruchtvlees heeft een redelijk los liggende pit en is sappig met een zeer goede smaak. Goede productiviteit. Is wat minder vatbaar voor de perzikkrulziekte, maar helaas is de resistentie onder Nederlandse omstandigheden niet altijd toereikend.
- Wassenberger, Kernechter vom Vorgebirge, Roter Ellerstädter en Reine de Vergers zijn alle oude zaadvaste rassen die zoveel gelijkenis vertonen, dat ze tot dezelfde groep worden gerekend. Vaak betreft het lokale typen, ontstaan doordat er variatie aanwezig was tussen de uitgezaaide exemplaren van deze (min of meer) zaadvaste rassen. Door voortdurende selectie is de Wassenberger waarschijnlijk het meest aangepast aan het Nederlandse klimaat. De naam van de Wassenberger is waarschijnlijk te herleiden naar het Duitse dorp Wassenberg, dat vlak over de Nederlandse grens ligt tussen het Limburgse Vlodrop en het Duitse Erkelenz. De vruchten rijpen in de eerste drie weken van september en zijn middelgroot, met wit vruchtvlees dat rood is om de losse pit. Goede smaak, al kan de kwaliteit afnemen als gevolg van de weersomstandigheden in die tijd van het jaar. Krachtige groei. Kan erg vruchtbaar zijn en moet dan sterk worden gedund. Regelmatig wordt gerapporteerd dat de rassen uit de Wassenberger-groep niet zo vatbaar zouden zijn voor de perzikkrulziekte.
- Fertile de Septembre (RGF): Eveneens een oud zaadvast ras van onbekende herkomst. Rijpt in de tweede helft van september met middelgrote tot grote bruinrood gekleurde vruchten met groenwit vruchtvlees. De kwaliteit is afhankelijk van de weersomstandigheden in die tijd van het jaar. Gemiddeld vatbaar voor de perzikkrulziekte en weinig vatbaar voor monilia. Kan erg vruchtbaar zijn en moet dan sterk worden gedund.

### Nectarines
Voor het planten van nectarines kan in Nederland gewoonlijk slechts gekozen worden uit een zeer beperkt aantal rassen. Het bekendste ras is Madame Blanchet, een ras van Nederlandse oorsprong (omstreeks 1935). Rijpt begin september. De vruchten hebben een rode blos met wit vruchtvlees en los liggende pit. Ze blijven wat kleiner dan de moderne perzikenrassen. Goede smaak.

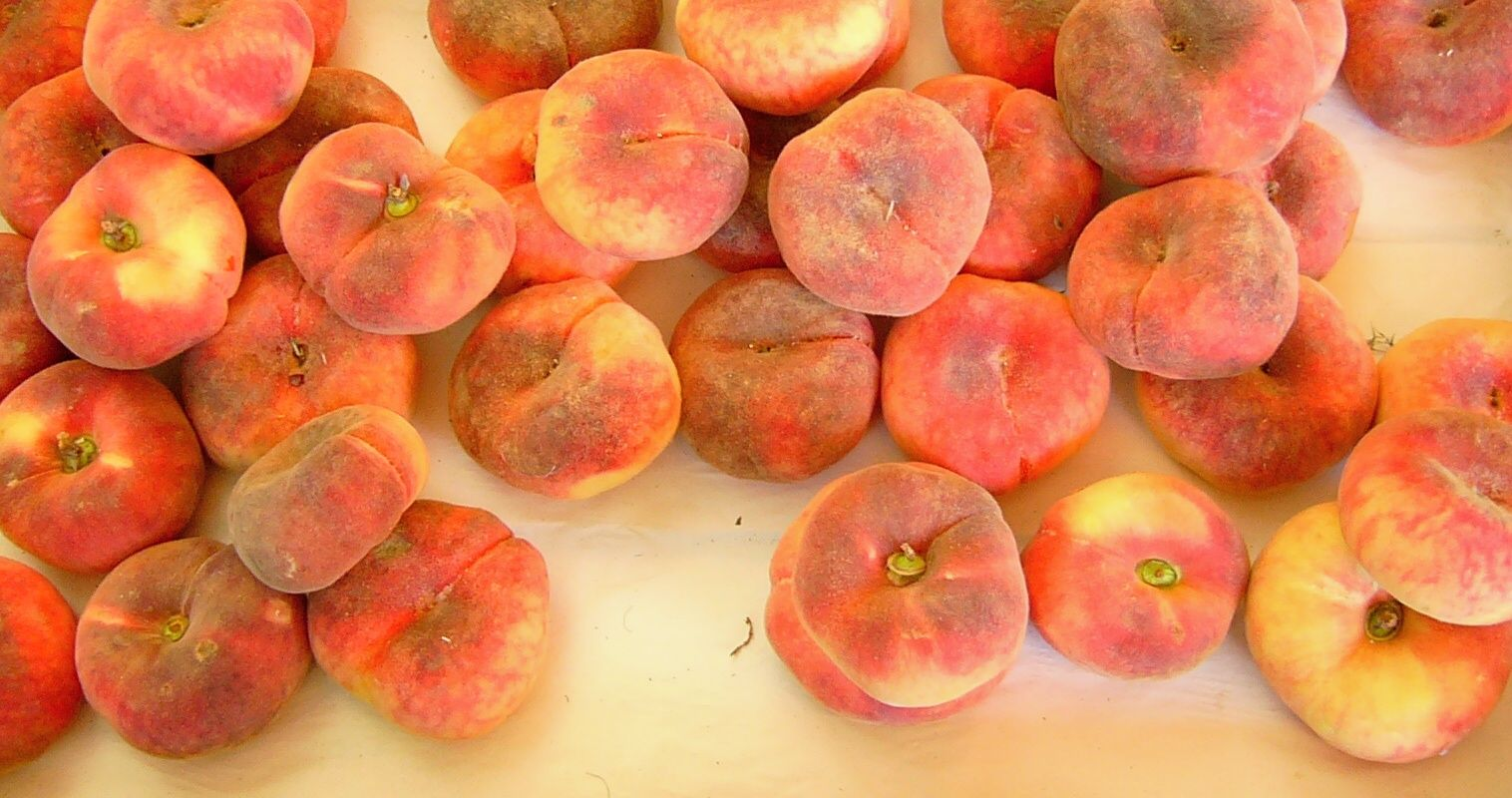
Wilde perziken

### Wilde perzik
De 'wilde perzik', in het Spaans bekend als paraguayo, platte perzik of Spaanse kraag (vanwege de vorm), is een platte, vaak wat onregelmatig gevormde vrucht, oorspronkelijk uit het zuiden van China. De vrucht ligt goed in de hand en is door zijn vorm ook makkelijk te stapelen in de winkelpresentatie. Hoewel de naam anders doet vermoeden, is de wilde perzik geen wilde plant, maar een type perzik dat groeit aan een groep gecultiveerde rassen. De vruchten worden gekweekt in landen als Spanje, Portugal, Italië en Nieuw-Zeeland. Enkele voorbeelden van rassen zijn:
- Saturne (ofwel Platicarpa), het meest aangeplante ras. Dit ras geeft grote, platte vruchten met felwit vruchtvlees;[2]
- Sugar Baby, een type platte perzik met een dieprode schil en kleine vruchten. Dit maakt het ras wel beter geschikt voor gematigde klimaten.

Naast deze platte perziken zijn er ook platte nectarines in de handel. Deze hebben dezelfde platte vorm, maar een onbehaarde schil. Een bekende, rasplatte nectarine is Honey.

## Wereldwijde productie

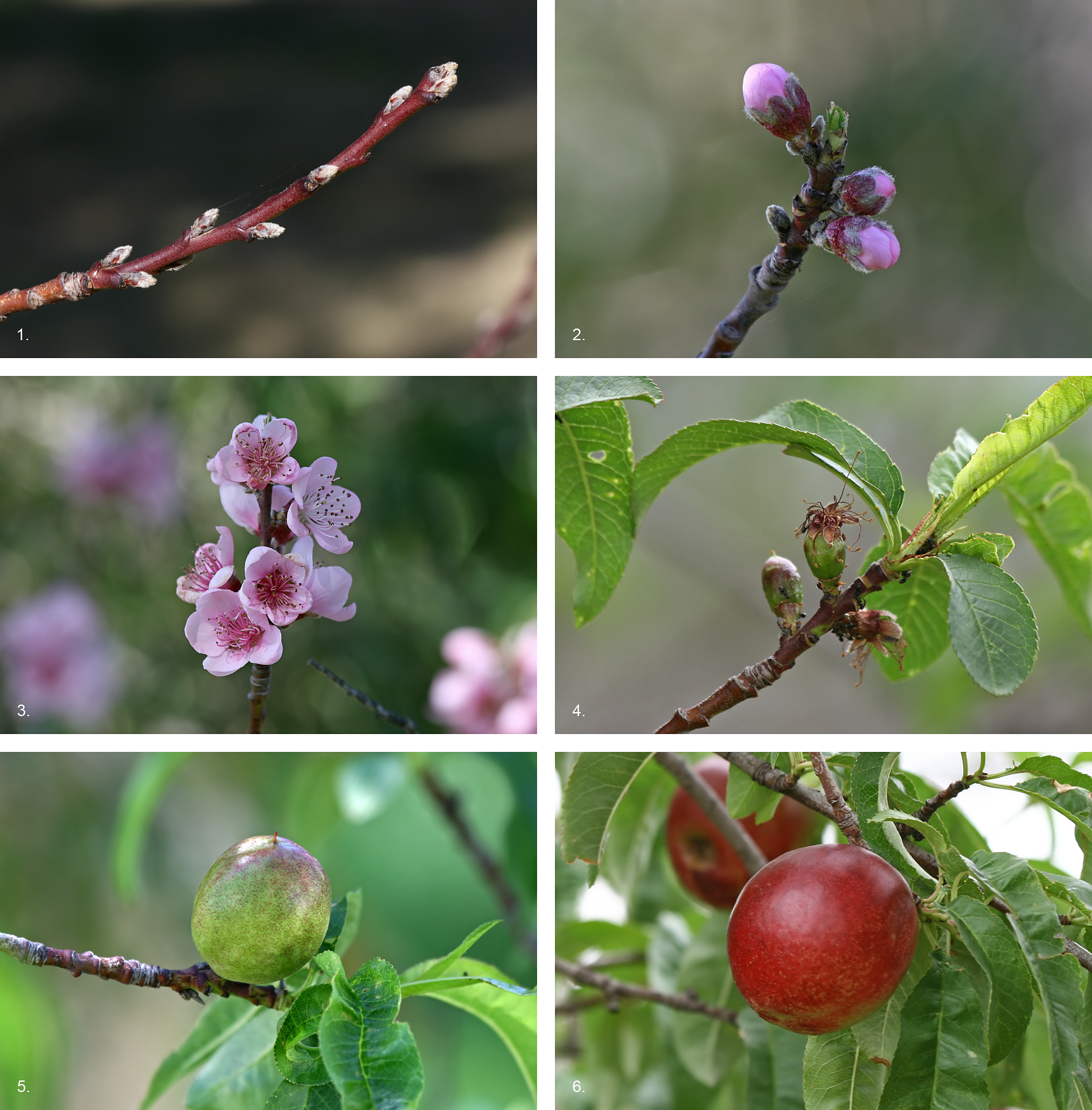
De ontwikkeling van een perzik over de loop van zeven en een halve maand, van de vroege winter tot het midden van de zomer. Foto's genomen bij East Gippsland in de Australische deelstaat Victoria

| Topproducenten van perzik 2018 | Topproducenten van perzik 2018 |
| Land                           | Productie (ton)                |
| ------------------------------ | ------------------------------ |
| China                          | 15.195.291                     |
| Italië                         | 1.090.678                      |
| Griekenland                    | 968.720                        |
| Spanje                         | 903.809                        |
| Turkije                        | 789.457                        |
| Verenigde Staten               | 700.350                        |
| Iran                           | 645.499                        |
| Chili                          | 319.047                        |
| India                          | 278.417                        |
| Egypte                         | 246.742                        |
| Argentinië                     | 226.000                        |
| Brazilië                       | 219.603                        |

## Ziekten

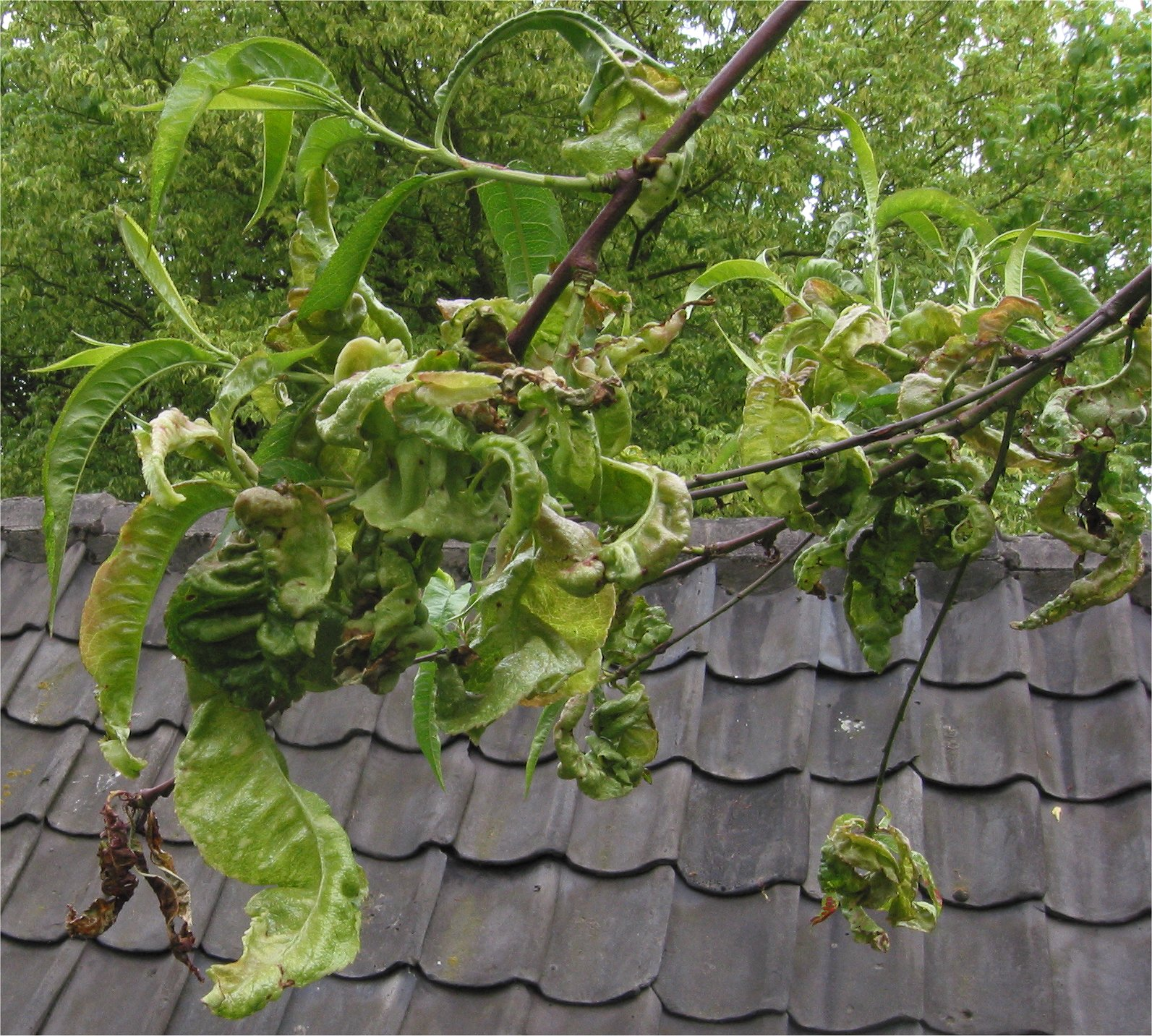
Krulziekte

De perzik is zeer vatbaar voor de perzikkrulziekte, veroorzaakt door Taphrina deformans.
Veel bomen hebben tevens last van de gomziekte door uitputting ten gevolge van krulziekte of te veel vruchten. Pleksgewijs treedt er uit takken en de stam vocht uit, dat opdroogt tot bruingekleurd gom.

## Voetnoten
1. ↑  Jules Janick en Robert E. Pauli (ed.): The Encyclopedia of Fruit and Nuts. Z.p.: CABI, 2008, ISBN 9780851996387, (zie hier), blz. 720.
2. ↑  Woys, William, ‘Saturn’ Peaches. Motherearthnews.com. Gearchiveerd op 4 februari 2011. Geraadpleegd op 12 augustus 2012.
3. ↑  Platte Nectarine 'Honey'. fruitbomen.net. Geraadpleegd op 1 juli 2015.
4. ↑  Food and Agriculture Organization of The United Nations

... · 
P. amygdalus (Amandel) ·
P. armeniaca (Abrikoos) · 
P. avium (Zoete kers) · 
P. cerasifera (Kerspruim) · 
P. cerasus (Zure kers) · 
P. domestica (Pruim) · 
P. incisa (Fujikers) · 
P. insititia (Kroosje) · 
P. itosakura · 
P. laurocerasus (Laurierkers) · 
P. maackii · 
P. mahaleb (Weichselboom) · 
P. mume (Japanse abrikoos) · 
P. padus (Gewone vogelkers) · 
P. persica (Perzik) · 
P. salicina × armeniaca (Pluot) · 
P. serrulata (Japanse sierkers) · 
P. serotina (Amerikaanse vogelkers) · 
P. sibirica · 
P. spinosa (Sleedoorn) · 
P. ×syriaca (Mirabel) · 
P. ×yedoensis  · 
...